# TV Jornal Interior
TV Jornal Interior é uma emissora de televisão brasileira sediada em Caruaru, cidade do estado de Pernambuco. Opera no canal 4 (35 UHF digital) e é afiliada ao SBT. Faz parte do Sistema Jornal do Commercio de Comunicação, subsdiária do Grupo JCPM, que também é responsável pela Rádio Jornal Caruaru. Seus estúdios estão localizados no bairro Indianópolis, e sua antena de transmissão está no alto do Morro Bom Jesus.

## História
A emissora entrou no ar como TVI Caruaru em 1 de maio de 2004. No início, a emissora fazia parte da Rede Nordeste de Comunicação, da qual também fazia parte a TV Asa Branca (afiliada à Rede Globo). Antes de entrar no ar, a emissora estava sendo preparada para a Young People Network, uma nova rede de televisão jovem projetada pela Globo para concorrer com a MTV Brasil. O projeto foi descartado, e como a Rede Nordeste de Comunicação já tinha conquistado a concessão da geradora do canal 4 de Caruaru, a única saída foi afiliar a TVI Caruaru ao SBT.
Em 2006, a Rede Nordeste de Comunicação teve de repassar a TVI Caruaru para um outro grupo de comunicação, assim colocando a emissora a venda. Em março do mesmo ano, a emissora foi comprada pelo Sistema Jornal do Commercio de Comunicação, alterando sua nomenclatura para TV Jornal Caruaru.
Em 13 de dezembro de 2018, o Sistema Jornal do Commercio inaugurou sua nova sede, no bairro de Indianópolis. A construção permitiu a maior integração dos veículos do conglomerado na cidade. Após a inauguração, a emissora adotou oficialmente a nomenclatura TV Jornal Interior.

## Sinal digital
| Canal virtual | Canal digital | Resolução de tela | Programação                                       |
| ------------- | ------------- | ----------------- | ------------------------------------------------- |
| 4.1           | 35 UHF        | 1080i             | Programação principal da TV Jornal Interior / SBT |

A emissora iniciou suas transmissões pelo sinal digital no dia 26 de abril de 2015, pelo canal 35 UHF, com o lançamento oficial ocorrendo em 15 de maio. Em 28 de novembro de 2018, a emissora passou a transmitir sua programação local em alta definição.
Transição para o sinal digital
Com base no decreto federal de transição das emissoras de TV brasileiras do sinal analógico para o digital, a TV Jornal Interior, bem como as outras emissoras de Caruaru, cessou suas transmissões pelo canal 4 VHF em 17 de dezembro de 2018, seguindo o cronograma oficial da ANATEL.